# Julián Arango
Julián Arango Robledo (Bogotá, 6 de octubre de 1968) es un actor y comediante colombiano, conocido por interpretar a Hugo Lombardi en la telenovela Yo soy Betty, la fea y en Ecomoda.
Ha tenido una larga trayectoria en el cine, la televisión y el teatro; además, ha estado en varias comedias en vivo en su país.

## Filmografía

### Televisión
| Año       | Título                              | Personaje                           |
| --------- | ----------------------------------- | ----------------------------------- |
| 1995      | Tiempos difíciles                   | Juan Diego Ramos Perfetti           |
| 1998-1999 | Perro amor                          | Antonio Brando, el Perro            |
| 1999-2001 | Yo soy Betty, la fea                | Hugo Lombardi                       |
| 2001-2002 | Ecomoda                             | Hugo Lombardi                       |
| 2001-2002 | El inútil                           | Martín Martínez Köppel              |
| 2006      | Amores cruzados                     | Santiago Rincón                     |
| 2006-2007 | En los tacones de Eva               | Mario de La Espriella Lombardi      |
| 2007      | Amas de casa desesperadas           | Tomás Aguilar                       |
| 2007-2008 | Tiempo final                        | Santiago Olmos "Ep21: Broma pesada" |
| 2008      | El cartel                           | Álvaro José Pérez, Guadaña          |
| 2008      | Mujeres asesinas                    | Pablo "Ep22: Martha, la madre"      |
| 2009-2010 | Las muñecas de la mafia             | Claudio Pedraza                     |
| 2010      | Operación Jaque                     | Gafas                               |
| 2010-2011 | La Pola                             | Joaquín Salavarrieta                |
| 2011      | Infiltrados                         | Mayor Ramón Antonio García          |
| 2014      | Metástasis                          | Enrique "Henrry" Navarro            |
| 2015-2016 | Anónima                             | Ramiro Rocha                        |
| 2017      | Narcos                              | Orlando Henao Montoya               |
| 2019      | El man es Germán                    | Hernando Pérez "Don HP"             |
| 2020      | Narcos: México                      | Orlando Henao Montoya               |
| 2022      | Hasta que la plata nos separe       | Mariño Castaño                      |
| 2022      | Aló, ¿quién es?                     | Mariño Castaño                      |
| 2023      | El Club de los Graves               | Eduardo Kramer                      |
| 2023      | Pálpito                             | Fausto Benavidez                    |
| 2023      | Los Billis                          | David Peláez (Voz de adulto)        |
| 2023-2024 | Rigo                                | Evaristo Rendón                     |
| 2024      | Primate                             | Doctor                              |
| 2024-2025 | Betty, la fea: la historia continúa | Hugo Lombardi                       |

## Cine
| Año  | Título                 | Personaje                  |
| ---- | ---------------------- | -------------------------- |
| 2020 | Loco por vos           | Portero                    |
| 2017 | Los Oriyinales         | El antropólogo argentino   |
| 2016 | El hechizo de un café  | Jorge                      |
| 2015 | El calor del hogar     | Ángel Zepeda               |
| 2013 | Plata o plomo          |                            |
| 2015 | Adiós, Ana Elisa       | Calvo                      |
| 2012 | Sofía y el terco       | Camionero                  |
| 2011 | El cartel de los sapos | Álvaro José Pérez, Guadaña |
| 2008 | Te amo Ana Elisa       | Calvo                      |

## Teatro
También se ha destacado por participar en algunos escenarios de teatro como la comedia en vivo que presentó junto a Antonio Sanint Un show para compartir, una breve presentación en la que estos dos comediantes cuentan al público anécdotas que han vivido en sus 30 años de amistad.
Las obras en las que ha participado se caracterizan básicamente porque tienen el objetivo de divertir al público con el humor negro que lo ha destacado desde el inicio de su carrera. 
Presentó su comedia Nidea, en la ciudad de Bogotá. Ha sido considerado como el fundador del "Nidealismo", entendiéndolo como el arte de hacer lo que uno quiere y no lo que los demás le digan.
| Año  | Título                   |
| ---- | ------------------------ |
| 2015 | Nidea                    |
| 2013 | Piedras en los bolsillos |
| 2010 | Ríase el show            |
| 2017 | Betty en Teatro          |

## Premios y nominaciones

### Premios India Catalina
| Año  | Categoría                        | Telenovela o Serie | Resultado |
| ---- | -------------------------------- | ------------------ | --------- |
| 2011 | Mejor Actor de Reparto           | La Pola            | Ganador   |
| 2009 | Mejor Actor Protagónico de Serie | El cartel          | Nominado  |
| 1998 | Mejor actor de reparto           | Tiempos difíciles  | Nominado  |

### Premios TVyNovelas
| Año  | Categoría                         | Telenovela o Serie   | Resultado |
| ---- | --------------------------------- | -------------------- | --------- |
| 2016 | Mejor actor antagónico de serie   | Anónima              | Nominado  |
| 2016 | Mejor actor de reparto de serie   | Metástasis           | Nominado  |
| 2012 | Mejor actor protagónico de serie  | Infiltrados          | Nominado  |
| 2011 | Mejor Actor de Reparto de Novela  | La Pola              | Nominado  |
| 2009 | Mejor Actor Antagónico            | El cartel            | Nominado  |
| 2001 | Mejor Actor de Reparto            | Yo soy Betty, la fea | Nominado  |
| 1999 | Mejor actor protagónico de novela | Perro amor           | Nominado  |

### Otros premios obtenidos
| Año | Premio               | Categoría                          | Producción | Resultado |
| --- | -------------------- | ---------------------------------- | ---------- | --------- |
|     | Premio GES           | Mejor actor protagónico colombiano | El inútil  | Ganador   |
|     | Premio Simón Bolívar | Mejor actor                        | Perro amor | Ganador   |